# Карликовый кролик
Карликовый кролик, или польский кролик, — разновидность домашнего кролика, адаптированная для содержания в домашних условиях. Согласно стандартам Американской ассоциации кролиководов, карликовым, в зависимости от породы, считается кролик массой до 3—6,5 фунтов (1,5-3,0 кг).

## История
Происхождение до конца не установлено, но есть предположение, что эта порода произошла от скрещивания белого пухового кролика и серебристого мелкого кролика.
В 1870-е годы в Великобритании выведена карликовая разновидность домашнего кролика; порода получила название польской.
В начале XX века с карликовыми кроликами работали германские селекционеры, к 1920 году сформировавшие, в основном, породу гермелин, с белой шерстью и красными или голубыми глазами.
В 1930-е годы усилия нидерландских селекционеров были направлены на выведение цветных карликовых кроликов.
В мае 1940 года утверждён стандарт нидерландской породы.
К окончанию Второй мировой войны осталось всего 17 особей, однако в послевоенные годы поголовье было восстановлено при активном участии британских кролиководов.
Сегодня существует большое разнообразие цветных карликовых кроликов с различными окраской и рисунком, соответствующими крупным, средним и мелким породам коротковолосые и длинноволосые.

## Описание
Волосяной покров мягкий, шелковистый, блестящий, длиной 18-20 мм. Туловище короткое, длиной 32-34 см, сжатое по длине, компактное, без видимой шеи с крепким затылком. Ноги крепкие, короткие; грудь широкая, глубокая с обхватом за лопатками 22-24 см. Голова округлая с широким лбом и широкой уплощённой мордочкой, ширина лба у самцов — 5,5 см и более, у самок — 5,0 см; глаза большие, выпуклые; уши длиной 5,0-5,5 см, близко сомкнуты, чуть закруглены, плотные, волосатые.
Живая масса — 1,10-1,35 кг; животным менее 1,0 кг и более 1,5 кг для разведения не используются. Индекс сбитости — 65-72 %.
Средняя плодовитость — 4-5 крольчат за окрол; у самок живой массой ниже 1 кг плодовитость снижается.
Карликовые кролики очень популярны как домашние питомцы, разводятся в основном кролиководами-любителями.